# Спеллман, Джон Деннис
Джон Деннис Спеллман (англ. John Dennis Spellman; 29 декабря 1926 — 16 января 2018) — американский политик, 18-й губернатор штата Вашингтон в период с 1981 по 1985 год.
Родился в Сиэтле в ирландской семье. В 1976 году принял участие в выборах губернатора штата Вашингтон, но проиграл Дикси Ли Рей. Спустя 4 года вновь баллотировался на посту губернатора и одержал победу. Во время его пребывания в должности экономика штата Вашингтон пострадала из-за спада начала 1980-х годов. В 1984 году Спеллман потерпел поражение в своей кампании по переизбранию. На текущий момент он последний республиканец, занимавший пост губернатора Вашингтона. После завершения политической карьеры в 1985 году занялся частной юридической практикой. 27 декабря 2017 года во время падения сломал шейку бедра и был помещен в одну из клиник Сиэтла, где спустя три недели скончался от пневмонии в возрасте 91 года.